# Raymore (Missouri)
Raymore is een plaats (city) in de Amerikaanse staat Missouri, en valt bestuurlijk gezien onder Cass County.

## Demografie
Bij de volkstelling in 2000 werd het aantal inwoners vastgesteld op 11.146.
In 2006 is het aantal inwoners door het United States Census Bureau geschat op 16.544, een stijging van 5398 (48,4%).

## Geografie
Volgens het United States Census Bureau beslaat de plaats een oppervlakte van
44,3 km², waarvan 44,0 km² land en 0,3 km² water. Raymore ligt op ongeveer 335 m boven zeeniveau.

## Plaatsen in de nabije omgeving
De onderstaande figuur toont nabijgelegen plaatsen in een straal van 12 km rond Raymore.